# Majdan Sopocki Drugi
Majdan Sopocki Drugi (prononciation [ˈmai̯dan sɔˈpɔt͡ski ˈdruɡi]) est un village de la gmina de Susiec, du powiat de Tomaszów Lubelski, dans la voïvodie de Lublin, situé dans l'est de la Pologne.
Il se situe à environ 19 kilomètres à l'ouest de Tomaszów Lubelski (siège du powiat) et 95 kilomètres au sud-est de Lublin (capitale de la voïvodie).
Le village comptait approximativement une population de 712 habitants en 2006.

## Administration
De 1975 à 1998, le village est attaché administrativement à l'ancienne voïvodie de Zamość.

Depuis 1999, il fait partie de la nouvelle voïvodie de Lublin.